# 死亡遊行
《死亡遊行》是在「動畫未來 2013（日語：アニメミライ2013）」中展出作品《死亡撞球》（日語：デス・ビリヤード）的續作電視動畫。《死亡遊行》於2015年1月播映。

## 故事
《死亡遊行》以聚集人類靈魂的不可思議酒吧「奎因‧德基姆」為舞台。某天，兩名還不知道發生何事的客人來到酒吧，迎接他們的是擁有一頭白髮的酒保「德基姆」，並當場向他們兩人遞出死亡遊戲邀請。
但在遊戲開始後，客人逐漸露出內心本性，而德基姆也在遊戲結尾透露出自己「裁定者」的身份，並對兩名客人作出最後裁定......

## 登場人物

### 主要人物
德基姆（聲：前野智昭）
擔任第15層酒吧「奎因‧德基姆（Quindecim）」的酒保，靈魂的裁定者，已擔任此工作五年，擁有身為裁定者的驕傲（即便其中可能有數場誤判）。
從沒在表情上透露出感情，總是以平淡的語氣說話。不會忘記對訪客們的敬意。
尊敬活的正直的人，有製作及收藏人偶的癖好。調飲手藝絕佳。
其實是由於裁定者過了一段時間後會忘記客人的記憶，而將已送走的客人（變回人偶的身體）重新做好留存在酒吧內以免忘記，因為他不想抹去正直的人們活著的證明。
部分掛在吧檯後的人偶軀體也被拿來當作誘導客人不得不玩這場“賭上生命的遊戲”的手段。
能力為可以自如操控蜘蛛絲一般的細線，用途包括製作並控制人偶、阻止暴走的客人等等。
對於一些無法接受死亡事實的客人，他甚至會予以擁抱，並向亡者道別。但此舉讓知幸非常不悅，認為不具備人性的裁定者所給予的安慰不過是逢場作戲。
在第十二集時因想了解及理解知幸，而設置了幻境，並向知幸稱此為現實世界，在最後透過知幸在該處所做的一切而感到心痛和悲傷，並短暫的失去了象徵裁定者的十字虹膜。在送走知幸後一如以往回收了其人偶身體，並放置於吧台桌附近，並開始能夠以微笑迎接客人。
黑髮女／知幸（聲：瀨戶麻沙美）
擔任德基姆的助手，部分的白髮是先天性白癜風造成而非挑染。是個人類，故事一開始時沒有生前記憶。
性格要強好勝，心直口快。
每天晚上都夢到相同的夢，夢的內容是一本叫〈CHAWOT〉的故事繪本，也因發現這本實體書而想起一些生前的事。
因為她第一次進到酒吧就知道自己已經死了，德基姆無法誘導她玩遊戲並裁決她，於是將她的記憶消除延長裁決期限。
第十集想起自己的名字「知幸」。在第十一集於「奎因德基姆」滑冰時，記起自己本是備受期待的優秀滑冰選手，但因受傷而斷送了選手生命，認為和視作重要他人的朋友家人之間出現裂痕而喪失活著的意義，最後選擇自殺。
在第十二集時被德基姆帶至現實世界（但實際是圖騰塔的最底層），並看到了母親（聲：伊藤美紀）。之後被德基姆建議按下按鈕，與現世的其中一名人類交換性命以復活，但在回想起「奎因·德基姆」所看見的人與事及反省到自己沒有替母親著想後，反要求德基姆替自己按下，最後因幻境崩潰而告終。
最後被裁定為「轉生」。

### 其他裁定者及相關人物
金蒂（聲：細谷佳正）
管理著第20層的酒吧「维金蒂（Viginti）」的裁定者，與德基姆同期。養有一隻黑貓。
性格非常粗獷，並沒有裁定人們的意圖，只是考慮著自身所擔當的職務。
與德基姆相對般的存在，雖然個性較鮮明多變，但對於亡者裁定卻抱持著取悅的心態。
能在隨身攜帶的木芥子外型的瓶中，撒出水狀的物體並加以操控，已知能用以攻擊或改變指定對象（包含自己）外貌。
動畫最後一話顯示，他也開始將自己經手而有深刻印象的死者形象，以木芥子瓶彩繪的方式加以保存，與德基姆相似。
受到麻友的影響，在將她送走後製作了一個以她為形象的木芥子。
諾娜（聲：大久保瑠美）
管理著第90層的酒吧「諾娜金塔（Nonaginta）」的裁定者，同時負責管理各樓層的裁定者。是德基姆及金蒂的上司，擔任了裁定者82年。
與年幼的外表相反，是個兼備著裁定者應有的豐富知識與經驗的聰明人物。
身手極佳，能夠一拳制伏金蒂、躲過奧克魯斯的「攻擊」。
對於裁決者不曾經歷生死，是否能體會人心，公正審判一事心存懷疑。見到失去記憶的知幸便順水推舟來誘發德基姆的人性。
克拉維斯（聲：内山昂輝）
管理連接各樓層的電梯員工。無論何時都展現出和藹笑容。主要是擔當諾娜的專屬人員。
名字可能是取自拉丁文的「鑰匙」（Clavis）。
奎因（聲：白石涼子）
於情報部工作的女性。本是奎因德基姆的裁定者，現時則負責篩選、編輯並將經處理過的「死者的記憶」傳送至裁定者腦內。
頭上綁著覆蓋左眼的礦物放大鏡，因為情報部非常忙所以幾乎沒拿下來過。
非常健談且嗜酒（尤其對現世的酒情有獨鍾），和諾娜關係很好。
卡斯特拉（聲：柚木涼香）
為裁定者分離死者的整理人員。會根據各種專案將死者分類，並決定他們應去的酒吧。
嗜吃甜食，嘴中始終叼著一顆棒棒糖。
奧克魯斯（聲：玄田哲章）
最接近神的男人，有著如貓眼般的瞳孔。擔任全樓層的監視者的老人，位置在諾娜之上。同時亦是製作「裁定系統」的人。
特徵是頭上和下頷上長著花蕾，諾娜因此取了「開花老頭」的綽號。能透過下頷的花蕾讀取他人記憶。
不過就他所言，他也只是被創造出來的「人偶」，亦不能理解諾娜為何對人性如此感興趣。
名字取自拉丁文的「眼」（Oculus）。
彌麥恩（聲：千葉泉）
金蒂養的一隻黑貓，可能是於奧克魯斯更新第四條規則後消失。

### 遊戲參與者

#### 死亡撞球（2013 OVA版）
男人（聲：中村悠一）
第15層酒吧兩名「遊戲」參與者之一。
年輕時代曾為了一個擅長撞球的女孩（現在的女朋友），而有在撞球場努力練習的經歷。最後的記憶是和女友「親密接觸」。
為人相對單純，在死亡遊戲面對老人的時候也有所糾結後悔。因出軌被女友發現，而導致和女友的關係惡化，曾自稱想要回去化解矛盾。
死因為被女友以菜刀刺死。回憶順序為從大到小的「逆序」。
最終被判定為「轉生」。
老人（聲：筈見純）
第15層酒吧兩名「遊戲」參與者之一。
平時和老伴兩人悠閒度日。年輕時曾練習過劍道，並擁有勝出撞球大會的實力。自稱想要在人生的最後吃過老婆婆（老伴）醃制的菜之後才死去。
回憶順序為由小到大的「正序」。
最終被判定為「虛無」。
男性客人、女性客人（聲：竹内榮治、西明日香）
第15層酒吧男人與老人的下一組客人。

#### 死亡遊行（本篇）
第1－2話
隆（聲：中井和哉）
38歲，男性，職業為醫生。身高178cm，體重67kg，血型為AB型。興趣為飛鏢。
真智子的丈夫。在結婚當日聽到真智子的朋友（聲：優希、橋本千波）在說有關「Matchy」的事，便以為「Matchy」所指的是其妻真智子，更開始懷疑其不忠。
死因為在駕駛私家車進行新婚旅行時，看見坐於副駕駛席的真智子不接電話而發生口角，最後因車輛墜崖而與真智子同時死亡。
最終被裁定為「轉生」。
真智子（聲：川澄綾子）
27歲，女性。身高161cm，體重49kg，血型為A型。興趣為電影鑑賞。
隆的妻子。通過朋友的介紹而和隆相識。打算在結婚後當個專業主婦，曾經外遇但已後悔，希望與隆好好生活。在新婚旅行時懷孕。
因朋友的說話而令丈夫懷疑自己有外遇，因此在遊戲中表明朋友口中的「真子」所指的是一位名為「町田有紀」的女性。
為了丈夫而撒謊，謊稱自己只是拜金的負心女而影響裁定。
最終被裁定為「虛無」。片後末端諾娜有更正裁定。
第3話
三浦秀（聲：間島淳司、Lynn（年少））
21歳男大學生。身高180cm，體重65kg，血型為O型。興趣為衝浪。
到奎因‧德基姆前的最後記憶為在乘坐公車。在遊戲進行中想起所有事，也知曉高田舞的身份並告白；遊戲結束後，向德基姆要求時間來與舞約會。
死因是和舞乘坐的公車發生事故。
最終被裁定為「轉生」。
高田舞　M・A・O、谷口夢奈（年少）
21歳女大學生。身高167cm，體重52kg，血型為A型。興趣為保齡球。
到奎因‧德基姆時連自身的名字也不記得。在遊戲進行中，因為兒時記憶而以為自己是宮崎千里（聲：畑中万里江）；在結束遊戲時想起自己其實是舞，小時候和秀、千里常一起玩，但對自身感到自卑而一直不敢向單戀對象秀告白，之後希望能有所改變而在高中畢業後整型。
死因是和秀乘坐的公車發生事故。
最終被裁定為「轉生」。
第4話
橘三咲（聲：山口由里子）
38歳女藝人。身高165cm，體重54kg，血型為B型。興趣是名牌物品收集。
有5個孩子，與過去交往的男性皆因家暴而離婚或分手。起初以為奎因‧德基姆的一切是綜藝節目的整人節目，在發現不是整人節目後，因為感覺快要輸掉遊戲而對洋介施以暴力。
死因是被其侮蔑和暴力相向的經紀人（聲：大地葉）勒死。包括對洋介和經紀人的施暴動機皆是以是為人生重心的小孩為出發點。
最終被裁定為「虛無」。
立石洋介（聲：森田成一）
24歳無業男性。身高176cm，體重69kg，血型為A型。興趣為電視遊戲。
對於與母親（聲：阿部里果）離婚的父親（聲：菅原雅芳）的再婚對象一直有所有厭惡，而自我封閉成了宅男。在遊戲結束時，對自己的死和對待後母（聲：冨田泰代）的態度感到懊悔。
死因是對這失去人生意義的世界感到厭倦而跳樓自殺、送醫急救後宣告不治。
最終被裁定為「轉生」。
第5話
藤井（聲：安元洋貴）
中年男性，脾氣不好，對德基姆和奎因‧德基姆有著似曾相識的感覺，實際上是為了測試德基姆而填入混雜記憶的人偶。
二郎（聲：松元惠）
小學男生，外表看起來彬彬有禮，對藤井有些畏懼，實際上是為了測試德基姆而偽裝的金蒂。
第6話
原田（聲：宮野真守）
偶像團體C.H.A的成員之一(團名為分別取三個人的姓名頭文字而成)，一頭金髮的帥哥，冠有外號「勁舞王子」，身體能力柔軟超群。個性輕浮、花心。在八卦雜誌上曾多次被拍到與不同女性進出愛情賓館。
與前女友加奈（聲：千葉泉）分手之後，前女友因此而自殺身亡；前女友的姐姐（聲：加藤美佐）則刻意接近原田，隱姓埋名為Lisa與其交往，最後在旅館用自製愛心型炸彈替自己的妹妹復仇，炸死了原田。
在裁定遊戲「Cross Heart Attack」中充分發揮出自己的身體能力，在危機時刻一鼓作氣解除了冰凍狀態，但是卻開啟了更恐怖的驟死模式。一度想要將有田踢落，但在有田的粉絲告白之後，反省到自己能有現在的地位其實都是靠著粉絲的支持而來，最後在有田要犧牲自己時，出手拉住有田、但還是抓不住。對前女友的死相當懊悔。
遊戲後跟粉絲有田短暫在酒吧「維金帝」同台表演。
最終被裁定為「虛無」。
在第十一話靈魂與有田在虛無再會，兩人的靈魂一同歸入虛無。
有田麻友（聲：種崎敦美）
濃妝豔抹的女子高中生辣妹，假睫毛、頭上還戴著小熊娃娃造型的髮夾。偶像團體C.H.A的忠實粉絲，自承在現世生活難過時，都是依靠著C.H.A的歌曲而振作，房間裡也都貼滿了海報，每個星期還會寫粉絲信件加油打氣。即使八卦雜誌爆出原田的花邊新聞，但依舊相信著他。
死因是相當讓人傻眼的一邊哼著歌、一邊要進浴室洗澡時，因為踩到肥皂滑倒而頭部撞擊地面死亡。
個性大大咧咧的，即使面對裁定者金蒂也不害怕、毫不客氣地吐槽回去，是個個性開朗的好孩子。在裁定遊戲「Cross Heart Attack」中因為能跟自己喜歡的偶像一起玩遊戲而花痴大發，在驟死模式開啟之後，因為憋尿受不了、不想在偶像面前尿出來，選擇犧牲自己結束遊戲。
遊戲後金蒂借了她一套和服換裝，卸妝後意外地是個美人。與偶像原田一起在酒吧同台表演了一段。
最終被裁定為「轉生」。
但不知為何卻仍逗留在酒吧，第十一話金蒂用人偶與自己的能力，重新化出原田的人偶，並且給有田自己選擇，是要轉生後的人生、還是要去虛無找偶像原田相會。有田最終選擇帶著人偶一同前往虛無，在消逝於虛無前與原田再會，兩人的靈魂一同歸入虛無。
　
第8－9話
島田（聲：櫻井孝宏）
22歳男公務員。身高175cm，體重66kg，血型為A型。興趣是料理。
到奎因‧德基姆前的最後記憶為前往某處。年幼時因雙親過世而和妹妹紗英（聲：藤田茜）相依為命。因為紗英被跟蹤狂（聲：前田弘喜）侵犯，憤而到跟蹤狂家將其殺害，之後誤以為來到的辰巳為共犯也將其刺殺。死因為在刺殺跟蹤狂時被其刺傷要害，在將辰巳刺殺後也傷重不治。
最終被裁定為「虛無」。
辰巳（聲：藤原啓治）
45歳男刑警。身高189cm，體重70kg，血型為A型。無特別興趣。
到奎因‧德基姆前的最後記憶為前往某處。妻子由美（聲：小林優子）被曾被自己抓過的初犯殺害而自行復仇，之後以自己的論點裁決罪人，認為被害者的存在是必需，如此才能裁決罪人，也因此在跟監前述跟蹤狂時雖遇見紗英被侵犯也沒前去搭救。死因為在進入跟蹤狂家中時被島田刺殺。
最終被裁定為「虛無」。
第10話
上村幸子（聲：谷育子）
82歳的家庭主婦兼漫畫家，OVA「死亡撞球」中老人的妻子。身高149cm，體重40kg，血型為B型。興趣是讀書。
遊戲進行中，因為看到在心中構想的下次作品的角色而提前意識到自己早已不再人世；感謝遊戲讓自己再次看到那些筆下創作、猶如自己小孩般的角色，遊戲結束後帶著畫著自己漫畫角色的撲克牌乘坐電梯離去。死因無說明，推測為壽終內寢。
認為撲克牌組中的「鬼牌」（Joker）比起被稱作鬼牌的負面意涵，更應該具有「王牌」（ACE）的意義。（該牌組的鬼牌圖樣為知幸的溜冰鞋）
最終被裁定為「轉生」。
第11話
片頭一開始開花老頭(奧克魯斯)用能力查看電梯小弟(克拉維斯)的記憶。
影片一開始回到金蒂的酒吧，金蒂向有田說明，如果要帶回偶像原田的靈魂，就必須讓另外一個靈魂掉入虛無後，這樣才可以換回原田的靈魂，否則原田的軀殼就會變成人偶。讓有田選擇是否要審判下一個人進入虛無，換回原田的靈魂。
接著跳回女主角所在的酒吧，這集主要在探討女主角的回憶。女主角原本是個溜冰好手，從他小時候到長大都過著美好的生活，但女主角在某一次比賽中發生意外，結果受傷的膝蓋讓她永遠無法在溜冰。最後女主角選擇在自家割腕自殺，所以動畫前面女主角的手腕才最先剝落。
影片的最後，是有田帶著原田的人偶，看似要搭乘轉生的電梯，此時另一個電梯顯示的是虛無，所以可以知道有田讓下一個人掉入了虛無之中，為了找回原田的靈魂。沒想到當電梯門一關起後，轉生的符號瞬間轉換為虛無，所以有田便和原田的人偶一起掉入了虛無之中。

## 用語
圖騰塔
本作的舞台。從漂浮在虛空中的大地到無底的深淵、豎立著數座巨大的塔，彼此間有電車聯絡。由分派死者至酒吧的整理區、編輯死者記憶的情報部等等各種部門構成的世界。
每座塔被分為無數的樓層，且各別由同樣具裁定者身分的負責人管理。
裁定者
負責在圖騰塔中各樓層酒吧，對死者靈魂進行「裁定」的負責人。會以各種遊戲以及誘導，來引誘死者在其面前展露出內心最黑暗的一面，以此來決定死者在死後應轉往「轉生」或「虛無」的結局。裁定者的眼瞳有著十字形的虹膜，會在遊戲開始前，從情報部收到關於死者生前記憶的剪輯片段，並確認到訪的死者沒有關於死亡的記憶後，強迫、或誘導進行遊戲。
在遊戲結束前，裁定者不會透露任何有關死者已死的事實、或遊戲的目的，而是會在遊戲過程中逐漸誘導死者進行回想。為此，裁定者偶爾也會在遊戲中作弊，逼使參與遊戲的死者進入「極限狀態」從而崩潰。
綜合死者生前記憶片段，以及遊戲中的表現後，裁定者會在遊戲結束時，揭露死者已死(死者也有可能會在遊戲中，就回想起自己已死的事實)以及遊戲的目的，並且將死者送往酒吧出口的電梯，依據裁定將靈魂送往轉生或虛無的結局。之後，每過一段時間，裁定者對這些死者的記憶會被予以清除，以避免過多繁雜的記憶影響裁定。
裁定者的真相其實是為了能夠對人類「客觀」地進行裁定，而製造出來的人偶（除了感情外幾乎與人類無異）；旨在「揭開人類內心的黑暗面並加以理解」。由於裁定上並未有一定的標準，而且就知幸的觀察，與其說是理解人類的內心，倒不如說是強行揭開人類內心脆弱的一面，導致有些時候會造成誤判。因此諾娜決定私下以德基姆作為實驗對象、將其注入人類的感情，來觀察是否能改變裁定上的問題。
為了能客觀而殘酷地進行裁定，圖騰塔對裁定者有數條規定如下：
一、裁定者不可以放棄裁定，因為裁定者是為了裁定而存在的。(裁定者は、裁定をやめることができない、そのために、存在しているから)
二、裁定者不可以體驗死亡，因為這會讓裁定者變得像人類。(裁定者は、死を経験できない、人間に近付いてしまうから)
三、裁定者不可以理解感情，因為他們只是人偶。(裁定者は感情をしることができない、彼らは人形だから)
- 在最終話後，圖騰塔的實質最高權力者奧克魯斯又增加了一條規定：

四、裁定者不可以接近生命，因為那會毀掉他們。(裁定者は生命に寄り添ってはならない、彼らが、壞れてしまうから)
轉生與虛無
同時死亡死者靈魂會在死後，先來到圖騰塔各樓層的酒吧，進行「裁定」之後，便會決定靈魂死後的歸處是要轉往「轉生」或是「虛無」。裁定者對死者的說法為便於死者理解，都是以現世宗教上的「天堂」或是「地獄」稱呼之；但事實的真相是不存在天堂或地獄，而是只有重新轉生為人、或是消散於虛無之中兩種結局而已。
通往轉生的電梯上方，會出現日本能劇中的「阿龜」笑面面具；而通往虛無的電梯上方，則是會出現日本能劇中的「般若」鬼面面具。由於死者在圖騰塔內，僅僅只是將靈魂附著在人偶身上的存在，因此當死者進入電梯，通往轉生或虛無之後，電梯內用作暫時身體的人偶便會被留下。一般來說人偶會被丟棄到圖騰塔最底層；但主角德基姆因為個人原因，會將電梯中部分人偶回收，並且打扮成這些死者的樣貌，重新放置在酒吧內。
- 除了經過裁定被送往轉生或虛無之外，如果死者靈魂在圖騰塔停留太久，也會自動逐漸消散，進入虛無的結局。根據劇中的說法，消散於虛無的感覺如同無止盡地在黑暗中墜落一般。進入虛無或轉生，通常是由裁定者來決定，但動畫第六話的女主角有田真由，原本被裁定為可以轉生，卻在短暫滯留於圖騰塔一段時間後，為了再見偶像C.H.A.的有田一面，自願選擇虛無的結局，於通往虛無的電梯中兩人相會。

死者之門
死者的靈魂最初來到的地方，位在聯繫各塔道路的中心。
死者們會根據國籍、性別、興趣、人際關係等各種的項目被分類、分配至各裁定者的酒吧。死者會穿戴、持有生前最具印象的時刻的衣著及物品。
情報部
負責替裁定者剪輯死者記憶片段的部門。為了讓裁定方便，裁定開始前，裁定者都會從情報部那邊收到(直接傳送的方式)死者生前有關的記憶片段，以瞭解死者的背景、個性、死因等，用於判斷裁定、或是在裁定過程中根據這些來操控遊戲。
死者在死後，生前的記憶會先以寶石的外型，送到情報部。情報部的工作人員都會在頭上配戴放大鏡，用以觀看寶石中的記憶內容。死者存於現世的時間越長，記憶寶石的數量就會越多。情報部要從這些記憶中挑選出對裁定有用的部份，壓制成剪輯片段；其他多餘的部分則會集中裝袋。
剪輯後的情報片段，外型會被裝在一個畫框中，畫框的中間則是由挑選出的記憶寶石、拼湊而成的馬賽克狀拼圖。剪輯過的生前記憶，可以直接傳送到裁定者那邊，也可以對死者傳送。
情報部員工「奎因」原本任職於酒吧「奎因．德基姆」，是主角德基姆的前任「德基姆」，相當嗜酒，尤其對於現世的酒情有獨鍾。後來自願轉職到情報部、交棒給主角德基姆，卻因為世界上死者的數量實在太多了，情報部工作太忙而老是向諾娜抱怨。
目前世界上死亡的速度大約是每小時七千人。
CHAVVOT：
存在於現世的故事繪本。故事描述一名小男孩吉米喜歡上窗外玩耍的一名愛笑女孩查波。女孩與小狗在窗外的雪地上玩耍，男孩看到女孩的笑容因而一見鍾情。吉米向女孩揮手，女孩也向吉米揮手。吉米外出找女孩，結果不小心跌進一個坑裡，女孩伸手救起吉米，於是兩個人一起玩耍。但吉米並不知道，女孩其實聽不見聲音，不論吉米說什麼女孩只是笑著。但這並不影響兩人的友誼，因為吉米作什麼，女孩就跟著作，兩個人玩得很開心。
根據第十一話來到酒吧的漫畫作家的說明，這本繪本的作者想要表達的是，有些事情不用言語也能表達，因此刻意將小女孩設定為聽不見聲音的聾人，但即使如此，笑容是全世界共通的語言。
這本繪本同時是女主角小時候最喜歡的故事書，常纏著母親念給她聽。除了有收到以故事中主角們的娃娃作為生日禮物外，更是成為她日後往滑冰選手發展的契機。諾娜為了想要看看擁有人類感情的裁定者，會做出什麼樣的裁定，因此故意以這本繪本為引子，每天讓女主角作著繪本故事的夢，把繪本放在酒吧裡面，甚至指示主角德基姆把酒吧中的遊戲輪盤、換成繪本故事中小女孩的圖樣。
酒吧
裁定同時死亡靈魂的地方，每座圖騰塔有90座酒吧，樓層不代表階級高低。除了擁有各圖騰塔所代表的地域風格外，進行遊戲的場地亦是有不同特色；因為距離吧檯還有段拐彎的走道，因此從電梯門無法直接看到吧檯；相對的，裁定者也不能看到客人電梯上面具的善惡而逕自下結論。
奎因‧德基姆：
遊戲進行的場地主要為歐式風格的酒吧，位在15層；遊戲進行的場地旁有個被客人認為是出口但打不開的門，目前為助手的臥房；此外有一根養水母的巨大水槽柱，故事中被打破兩次。
名稱取自拉丁文的15（Quindecim）。
以下為酒吧規則:
其一:對於客人所處的處境無可奉告
其二:客人必須參加遊戲
其三:遊戲內容將由輪盤決定
其四:遊戲必須賭上性命來參加
其五:遊戲結束之前，客人不可(無法)離開酒吧
以及僅在OVA中提及的其六:是否接受遊戲的決定時間為一小時
維金蒂：
位在20層，遊戲進行的場地為和式。
名稱取自拉丁文的20（Viginti）。
電梯
進出酒吧的唯一管道。
客人使用的電梯為兩台並排，上有能劇的面具，分為「阿龜之面」（阿龜，即女面）和「般若之面」（般若，即鬼面）；會初步顯示來客的善惡。裁定後會依狀況轉換，顯示阿龜面具的通往「轉生」，顯示般若面具的則通往「虛無」。
裁定所的員工所使用的電梯是獨立出來的，使用時會占用到客用電梯的整個牆面。員工電梯的管理者是由克拉維斯所負責，最上層為90層諾娜管理的酒吧「諾娜金塔」以及奧克魯斯所在的行星撞球間；最底層則為充作死者靈魂暫時軀體的人偶廢棄場，需由克拉維斯使用鑰匙，才會在電梯上出現按鈕。
動畫中間金蒂有嘲笑德基姆層數淺，且結尾奧克魯斯向諾娜說裁決者就在墮落靈魂其上面，由此估計層數算法是往地下。

## 酒吧的遊戲
首先在吧檯會降下有圖騰塔徽章為背景的九宮格轉盤；客人按下紅色按鈕後就會啟動轉盤、隨機選取一項遊戲。
- 撞球（Billiard）

2013 OVA登場。
- 飛鏢（Darts）

電視動畫第1－2話登場。
- 保齡球（Bowling）

電視動畫第3話登場。
- 街機（Arcade）

電視動畫第4話登場。（遊戲機台聲音：立木文彦）
- 扭扭樂（Twister）

電視動畫第6話登場。（搖搖〈スピナー〉聲音：茶風林）
- 氣墊球〈空氣曲棍球〉（Air Hockey）

- 撲克（Poker / Trump）

## OVA
原作死亡台球（デス・ビリヤード）为青年动画制作者育成计划2013年度项目「动画未来2013」由Madhouse推出的作品，与其他同期项目作品于2013年3月2日一起公开。

### 製作人员
- 原作：立川譲、Madhouse
- 导演、剧本、分镜：立川譲
- 人物设定・作画监导：栗田新一
- 道具设计：小林系
- 动画检查：
- 色彩设计：堀川佳典
- 美术监导：平柳悟
- 摄影监导：荒幡和也
- 原画：堀内博之、高橋裕一、兼森義則
- 青年原画：鈴木亜矢、南井尚子、緒方歩惟、三島詠子、村上泉、梁博雅、小松達彦
- 音乐制作：田中廣太郎
- 音响监督：本山哲（日语：本山哲 (音響監督)）
- 动画监制：角木卓哉
- 担当制作：三浦慧
- 动画制作：Madhouse
- 制作：Madhouse

### 播放电视台
| 播放地區 | 播放電視台 | 播放日期      | 播放時間（UTC+9）                     | 所屬聯播網       | 備註    |
| -------- | ---------- | ------------- | ------------------------------------- | ---------------- | ------- |
| 近畿地区 | 读卖电视台 | 2013年3月19日 | 星期二 3時41分－4時11分（星期一深夜） | 日本電視網協議會 | MANPA内 |
| 日本全國 | ANIMAX     | 2013年4月19日 | 星期五 19時00分－19時30分             | BS/CS卫星广播    | 有重播  |
| 日本全國 | AT-X       | 2015年1月15日 | 星期四 22時30分－23時00分             | BS/CS卫星广播    | 有重播  |

## 電視動畫

### 製作人員
- 原作：立川讓、MADHOUSE
- 監督、系列構成、編劇：立川讓
- 演出主任：宍戸淳
- 角色設計、總作畫監督：栗田新一
- 道具設計：村上泉、秋篠Denforword日和
- 主動畫師：小島崇史、戶倉紀元、石橋翔祐
- 美術監督：平柳悟
- 色彩設計：堀川佳典
- 攝影監督：川下裕樹
- 3DCG監督：廣住茂徳
- 色彩設計：堀川佳典
- 編輯：河西直樹
- 音響監督：本山哲
- 音樂：林友樹
- 音樂監製：千石一成、渡邊一博
- 監製：中谷敏夫、直塚弘二朗、稲毛弘之、奈良駿介、田口亜有理
- 動畫監製：角木卓哉
- 動畫製作：MADHOUSE
- 製作：「死亡遊行」製作委員會（日本電視台、VAP、MADHOUSE）

### 主題曲
片頭曲「Flyers」
作詞：真行寺貴秋，作曲、編曲、主唱：BRADIO
第11集插入曲「Moonlit Night」
作曲、編曲：林ゆうき
片尾曲「Last Theater」
作詞：Ryosuke、Ryo，作曲：Ryo，編曲：NoisyCell、PABLO a.k.a. WTF!?，主唱：NoisyCell

### 各話列表
| 話數       | 日文標題 | 中文標題       | 劇本   | 分鏡            | 演出       | 作畫監督                                                                                           |
| ---------- | -------- | -------------- | ------ | --------------- | ---------- | -------------------------------------------------------------------------------------------------- |
| Episode 01 |          | 死亡七飛鏢     | 立川讓 | 立川讓          | 宍戶淳     | 栗田新一                                                                                           |
| Episode 02 |          | 死亡逆轉       | 立川讓 | 佐藤雄三        | 八田洋介   | 高田晴仁、東亮太 三島詠子                                                                          |
| Episode 03 |          | 滾動的抒情詩   | 立川讓 | 宍戶淳          | 村山靖     | 山本徑子、岡崎洋美                                                                                 |
| Episode 04 |          | 死亡街機       | 立川讓 | 後藤圭二 立川讓 | 牛嶋新一郎 | 高炅楠                                                                                             |
| Episode 05 |          | 死亡進行曲     | 立川讓 | 立川讓          | migmi      | 宮前真一、高田晴仁 栗田新一、三島詠子                                                              |
| Episode 06 |          | 相交之心的衝擊 | 立川讓 | 宍戶淳          | 宍戶淳     | 東亮太、Eum lk-hyun 栗田新一                                                                       |
| Episode 07 |          | 酒精之毒       | 立川讓 | migmi           | 吉川志我津 | KIM GI YOUP PARK CHANG HWAN                                                                        |
| Episode 08 |          | 死亡拉力賽     | 立川讓 | 八田洋介        | 八田洋介   | 高田晴仁、梁博雅 三島詠子                                                                          |
| Episode 09 |          | 死亡計時       | 立川讓 | 小林寬          | migmi      | 石橋翔祐、高炅楠 三島詠子、東亮太                                                                  |
| Episode 10 |          | 講故事的人     | 立川讓 | 笹木信作        | 安部元宏   | 松坂定俊、岡崎洋美 山崎敦子、栗田新一                                                              |
| Episode 11 |          | 人終有一死     | 立川讓 | 宍戶淳          | 宍戶淳     | 筱雅律、三島詠子 高炅楠、高田晴仁 栗田新一                                                         |
| Episode 12 |          | 自殺之旅       | 立川讓 | 立川讓          | 立川讓     | 三島詠子、高田晴仁 高炅楠、梁博雅 栗田新一、石橋翔祐 筱雅律、山崎敦子 PARK CHANG HWAN JANG HEE KYU |

### 播放电视台
日本深夜動畫：下文記載的日本国内播放時間使用日本標準時間（UTC+9）表示。因為部分時間标识會採用30小时制，因此請留意这类超过24:00的时间，其實際播放時間為翌日清晨。
| 播放地区   | 播放电视台   | 播放日期               | 播放时间（UTC+9）         | 所屬聯播網 | 备注             |
| ---------- | ------------ | ---------------------- | ------------------------- | ---------- | ---------------- |
| 日本全國   | 日視點播     | 2015年1月9日－3月27日  | 星期五 24時00分 更新      | 網絡電視   | 收费频道优先发放 |
| 關東廣域圈 | 日本電視台   | 2015年1月9日－3月27日  | 星期五 25時58分－26時28分 | 日本新聞網 | 製作委員會參加   |
| 日本全國   | NICONICO直播 | 2015年1月10日－3月28日 | 星期六 23時30分－24時00分 | 網絡電視   |                  |
| 日本全國   | NICONICO頻道 | 2015年1月10日－3月28日 | 星期六 24時00分 更新      | 網絡電視   |                  |
| 日本全國   | 萬代頻道     | 2015年1月11日－3月29日 | 星期日 12時00分 更新      | 網絡電視   |                  |
| 兵庫縣     | SUN電視台    | 2015年1月13日－3月31日 | 星期二 24時00分－24時30分 | 獨立局     |                  |
| 日本全國   | BS日本       | 2015年1月21日－4月8日  | 星期三 26時30分－27時00分 | 衛星電視   |                  |
| 日本全國   | AT-X         | 2015年1月22日－4月9日  | 星期四 22時30分－23時00分 | 衛星電視   | 有重播           |
| 宮城縣     | 宮城電視台   | 2015年2月9日－4月27日  | 星期一 25時29分－25時59分 | 日本新聞網 |                  |

## 外部連結
- 《死亡遊行》官方網站 （页面存档备份，存于）（日語）
- 《死亡遊行》官方網頁｜日本電視台 （页面存档备份，存于）（日語）
- 《死亡遊行》Twitter專頁 （页面存档备份，存于）（日語）